# 格雷鎮區 (伊利諾伊州懷特縣)
格雷鎮區（英語：Gray Township）是位於美國伊利諾伊州懷特縣的一個行政鎮區。

## 地方資料
根據2010年美國人口普查的數據，格雷鎮區的面積為70.90平方千米，當中陸地面積為69.70平方千米，而水域面積為1.20平方千米。當地共有人口1115人，而人口密度為每平方千米15.73人。